# آروو یولپه

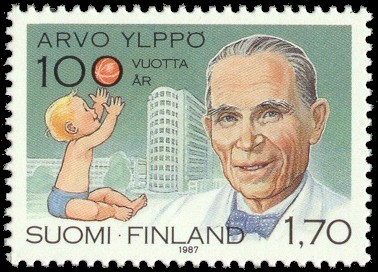
تصویر آروو یولپه بر روی تمبر یادبود در سال ۱۹۸۷ میلادی

آروو یولپه (فنلاندی: Arvo Ylppö؛ ۲۷ اکتبر ۱۸۸۷ – ۲۸ ژانویهٔ ۱۹۹۲) یک متخصص اطفال و نوزادان اهل فنلاند بود.
یولپه در طولِ قرن بیستم میلادی، مرگ‌ومیر نوزادان را در فنلاند، به میزانِ قابل ملاحظه‌ای کاهش داد. او را در فنلاند به‌عنوانِ «پدر سامانهٔ بالینی رفاه کودک» می‌شناسند و به‌مدت چهل سال، لقب «آرکیاتری» را داشت که بالاترین افتخار پزشکی در فنلاند محسوب می‌شود و در لغت به معنای «پزشک سلطنتی» است.
وی رشتهٔ پزشکی را در دانشگاه هلسینکی و تخصصِ اطفال را در «بیمارستان سلطنتی کودکان» در برلین آلمان به پایان رساند و رسالهٔ دکترای خود را در زمینهٔ متابولیسم بیلی‌روبین نگاشت.
او در سن ۱۰۴ سالگی در هلسینکی درگذشت و در گورستان هیتانیمی به خاک سپرده شد.